# غودبو نغرد (سياهو)
غودبو نغرد (بالفارسية: گودبونگرد) هي قرية تقع في إيران في قسم سياهو الريفي.